# Stenoproctus maximus
Stenoproctus maximus är en tvåvingeart som beskrevs av Jones 1940. Stenoproctus maximus ingår i släktet Stenoproctus och familjen puckeldansflugor.
Artens utbredningsområde är Uganda. Inga underarter finns listade i Catalogue of Life.